# Łódź Design Festival

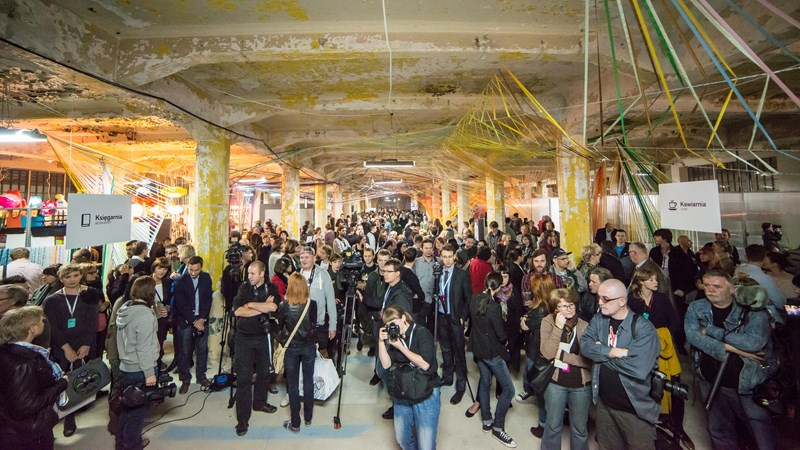
Opertura del Łódź Design Festival 2012

Łódź Design Festival è un festival internazionale di design che si svolge dal 2007 a Łódź, in Polonia. Presenta diverse categorie di design, tra cui il design industriale, la progettazione artigianale, la progettazione grafica, il design architettonico, il design dei servizi e della moda.
Inoltre, dal 1º gennaio al 31 ottobre 2013, la 7ª edizione di Łódź Design Festival è stata menzionata più di 2034 volte in diversi media: radio, TV, Internet, supporti di stampa. Le notizie su Łódź Design Festival si presentano nei media popolari in Polonia ad esempio: Design Alive, Wallpaper, Exklusiv, Kikimora, Przekrój, Gazeta Wyborcza, Elle-Decoration, Architektura-murator, Czas na wnętrze e anche nei canali televisivi polacchi: Polsat, Polsat News, TVP Łódź, TVP Kultura, TVN.